# Christina Beyerhaus
Christina Beyerhaus (* 1976 in Mülheim an der Ruhr) ist eine deutsche Schauspielerin und Theaterpädagogin.

## Leben
Christina Beyerhaus absolvierte von 1999 bis 2002 eine Schauspielausbildung an der ARTURO Schauspielschule in Köln, die sie im März 2002 mit einem Diplom als Medienschauspielerin (für Theater, TV und Hörfunk) abschloss.
Sie hatte in ihren Anfängerjahren Theaterengagements am Tanzhaus NRW (1998), beim ARTURO-Theater in Köln (2001), beim Art Theater in Köln (2001) und am Düsseldorfer Schauspielhaus (2001). Später folgten in den Jahren 2007 und 2012 Engagements am Kölner Off-Theater Theater „Schöne Zeiten“ in Köln.
Mittlerweile arbeitet Beyerhaus als Schauspielerin hauptsächlich für Film und Fernsehen. Seit 2003 ist sie auch als Schauspiellehrerin tätig. Sie gab zunächst Schauspielunterricht für Kinder in Schulen und bei Ferienprojekte, leitete später Theatergruppen im OGS-Bereich in Willich, Krefeld und Düsseldorf, gab Stimm- und Sprechtrainings und führte Regie. Seit 2010 ist sie für die Evangelische Kirche im Rheinland als Theaterpädagogin für Kinder und Jugendliche tätig. 2010–2012 wirkte sie als Schauspielpädagogin und Regisseurin beim Theaterprojekt „Ritter Rost“ – Musicals für Kinder im Forum Wasserturm in Meerbusch.
Erste Filmrollen übernahm sie während ihrer Ausbildung in Filmprojekten der Fachhochschule Düsseldorf. Seit 2002 arbeitete sie als Schauspielerin für TV-Produktionen. Diverse Rollen übernahm sie zu Beginn ihrer Fernsehtätigkeit neben Kaya Yanar in der Comedy-Show Was guckst du?!. Später folgten Hauptrollen in Fernsehfilmen und verschiedene Serienrollen. Mittlerweile hat Beyerhaus in über 20 Fernsehproduktionen mitgewirkt. Häufig war Beyerhaus in Produktionen des ZDF zu sehen. Sie hatte u. a. Hauptrollen in den ZDF-Fernsehreihen Inga Lindström, Rosamunde Pilcher und Im Tal der wilden Rosen.
In dem Inga-Lindström-Film Mittsommerliebe (Erstausstrahlung: April 2005) spielte sie die junge aus einem schwedischen Küstendorf stammende  Pädagogin Anna Blomquist, die in der Apotheke ihres Verlobten arbeitet, sich aber heimlich als Kinderanimateurin auf einem Kreuzfahrtschiff bewirbt, einem smarten Unternehmer begegnet und nun zwischen zwei Männern steht. In dem Rosamunde-Pilcher-Film Über den Wolken (Erstausstrahlung: Oktober 2005) spielte sie die junge Pilotin und Hobbyfliegerin Diana Newthumberland, die nach dem Tod ihrer Eltern nach vielen Jahren nach Cornwall zurückkehrt, zu ihrem Großvater zieht und mit einem Aristokraten verheiratet werden soll. In der ZDF-Fernsehreihe Im Tal der wilden Rosen war sie in dem Film Vermächtnis der Liebe (Erstausstrahlung: März 2007) als junge Engländerin Julie Moss zu sehen, die aufgrund einer Heiratsanzeige nach Kanada kommt, um einen alternden, bei ihrer Ankunft bereits verstorbenen Großbauern zu ehelichen, und schließlich mit seinem gutaussehenden Sohn zusammenkommt.
In der ZDF-Fernsehserie Eine Liebe am Gardasee (2006) übernahm Beyerhaus die weibliche Hauptrolle. Sie spielte die Münchnerin Lena, die als Kind adoptiert worden war, und die nunmehr, auf der Suche nach der Wahrheit, Nachforschungen über ihrer Herkunft anstellt, die sie nach Italien an den Gardasee führen. In der ZDFneo-Serie Diese Kaminskis – Wir legen Sie tiefer! über drei Brüder die als Bestatter arbeiten, spielte sie die Ex-Ehefrau Silvia Kaminski.
Sie hatte außerdem Episodenrollen in den Serien SOKO Köln (2003), Die Rosenheim-Cops (2007; als Silke Sommer, die Geliebte des ermordeten Rosenheimer Stadtschreibers), Alarm für Cobra 11 (2014; in einer Kurzrolle als Anke Neubauer, die alleinerziehende Mutter des Schülers Felix), Notruf Hafenkante (2015; als Kati Steinmann, die Verlobte eines Heiratsschwindlers) und Unter uns (2016).
Beyerhaus lebt seit 1996 im Meerbuscher Stadtteil Osterath. Sie ist verheiratet und Mutter von zwei Töchtern.

## Filmografie
- 2003: SOKO Köln (Fernsehserie; Folge: Der letzte Geburtstag)
- 2003–2004: Was guckst du?! (Comedy-Show; mehrere Rollen)
- 2004: Schöne Frauen (Kinofilm)
- 2005: Inga Lindström: Mittsommerliebe (Fernsehreihe)
- 2005: Rosamunde Pilcher: Über den Wolken (Fernsehreihe)
- 2006: Eine Liebe am Gardasee (Fernsehserie; 15 Folgen)
- 2007: Die Rosenheim-Cops (Fernsehserie; Folge: Tod eines Dichters)
- 2007: Im Tal der wilden Rosen: Vermächtnis der Liebe (Fernsehreihe)
- 2011: Die Könige der Straße (Kurzfilm)
- 2013: Tatort: Eine Handvoll Paradies (Fernsehreihe)
- 2014: Alarm für Cobra 11 – Die Autobahnpolizei (Fernsehserie; Folge: Die dunkle Seite)
- 2014: Diese Kaminskis – Wir legen Sie tiefer! (Fernsehserie; 4 Folgen)
- 2015: Wilsberg: Bauch, Beine, Po (Fernsehreihe)
- 2015: Notruf Hafenkante (Fernsehserie; Folge: Rache für mon coeur)
- 2016: Unter uns (Fernsehserie;  Folge: Caro gibt auf)
- 2016: Das beste Stück vom Braten
- 2019: Alarm für Cobra 11 – Die Autobahnpolizei  (Fernsehserie; Folge: Der Sani)
- 2019: Friesland (Fernsehserie; Folge: Hand und Fuß)
- 2024: Hameln (Fernsehserie)
- 2025: Eine bessere Welt (Fernsehfilm)